# Margaret Seddon (ruimtevaarder)
Margaret Rhea Seddon (Murfreesboro, 8 november 1947) is een Amerikaans voormalig ruimtevaarder. Seddon haar eerste missie was STS-51-D met de spaceshuttle Discovery en vond plaats op 12 april 1985. Tijdens de missie werden twee communicatiesatellieten in een baan rond de Aarde gebracht.
In totaal heeft Seddon drie ruimtevluchten op haar naam staan. In 1998 verliet zij NASA en ging zij als astronaut met pensioen. Ze is getrouwd met astronaut Robert Gibson.